# Grewia gamblei
Grewia gamblei là một loài thực vật có hoa trong họ Cẩm quỳ. Loài này được J.R.Drumm. mô tả khoa học đầu tiên năm 1915.